# Manoel Bertoncini
Manoel Bertoncini (, ) foi um advogado e político brasileiro.
Casou com Othilia Pizzolatti Bertoncini e tiveram dentre outros os filhos Nelza, mãe de Manoel Bertoncini (ex-prefeito de Tubarão), e Adílio Bertoncini (deputado estadual na Assembleia Legislativa de Santa Catarina).
Foi delegado de polícia e coletor federal em Orleans. Pelo Partido Trabalhista Brasileiro (PTB), concorreu quatro vezes à vaga de deputado estadual para a Assembleia Legislativa de Santa Catarina, assumindo como suplente convocado na 3ª Legislatura (1955-1959), tendo obtido 1.628 votos.